# Tres
El tres (3) es el número natural que sigue al dos y precede al cuatro. Es un primo gemelo con el cinco.
El tres es un número impar formados por la suma de 2 y el 1.

## Matemáticas
- 2.o número primo y el 1.er número primo impar. Además, el 3 es el 1.er número primo de Fermat (n = 0).
- Una aproximación de π (3.1415 ...) y de e (2.71828 ..) al hacer estimaciones rápidas.
- La regla de tres es un procedimiento importante de la aritmética, se basa en la igualdad de dos razones geométricas, siendo desconocido el segundo consecuente.
- Es la suma de los dos primeros números naturales, si se descarta el cero como número natural.[2] O la suma de los dos primeros enteros positivos.
- Es el mínimo de las medidas de un cateto en número entero, considerando que el otro cateto y la hipotenusa sean también números enteros.[3]
- Todas sus raíces enésimas son números irracionales y números algebraicos, que tienden a 1, cuando el índice se hace cada vez más grande[4]
- Como número entero es el representante canónico de la clase de equivalencia de números naturales  {(m,n)/ (m,n)~(3,0) o m+0= n+3; m, n ∈ℕ}.[5]
- Como número racional es el representante canónico de la clase de equivalencia de números enteros {(m,n)/ (m,n)~(3,1) o m.1= n.3; m, n ∈ℤ}[6]
- Como número real equivale al número decimal 2.999...[7]
- Como número complejo es el par ordenado de números reales (3,0) 0 bien 3+0i, en notación binómica.[8]
- El tres es un número algebraico, por ser raíz de la ecuación algebraica {\displaystyle 2x-6=0}[9]
- El 3 es un entero gaussiano, también entero gaussiano primo.[10]
- 1.er número primo de Mersenne.
- 2.º número de Lucas.
- El 3 también es el 2.º número triangular, después del 1 y antes del 6.
- 4.º término de la sucesión de Fibonacci, después del 2 y antes del 5.
- El polígono de 3 lados recibe el nombre de triángulo.
- Si se multiplica un número por tres, se obtiene el triple de ese número; mientras que, si se divide por tres, se obtiene un tercio. El cubo de un número (dicho número multiplicado 3 veces por sí mismo) se representa con el 3 como exponente, como en n3.
- Un número natural es divisible entre tres si la suma de sus dígitos es divisible entre tres. Por ejemplo, el número 21 es divisible entre 3 (3 veces 7) y la suma de sus dígitos es 2 + 1 = 3. Este proceso puede repetirse cuantas veces sea necesario (ejemplo: 16 893 702 suma 36, 3 + 6 = 9, que es claramente divisible entre 3). Debido a esto, la reversión de cualquier número que es divisible entre tres (o en su defecto, cualquier permutación en sus dígitos) es también divisible entre 3. Así, 1368 y su reversa 8631 son ambos divisibles entre 3 (1 + 3 + 6 + 8 = 18), y también lo son 1386, 3168, 3186, 3618, etc.
- Hay infinidad de cuaternas que satisfacen la ecuación cúbica indeterminada de 4 variables z3+ u3 +v3 =  w3. Una de las más sencillas y hermosas:  33+ 43 +53 =  63 [11]

## Química
- Número atómico del litio.

## Física
- Son 3 dimensiones espaciales las percibidas por el ser humano, pero algunas teorías de la física como la teoría de cuerdas sugieren que hay más.
- Los bariones son una familia de partículas subatómicas formadas por tres quarks.
- Hay 3 leyes de Newton.

## Astronomía
- Objeto de Messier M3 es un cúmulo globular en la constelación  de Canes Venatici.
- Objeto del Nuevo Catálogo General NGC 3 es una galaxia lenticular en la constelación de Piscis.

## Uso en español

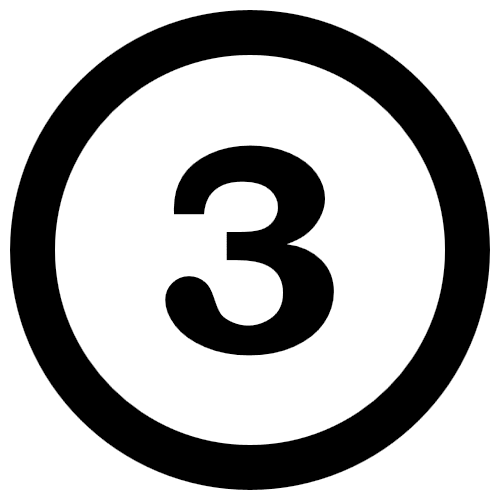
Número 3 en Círculo.

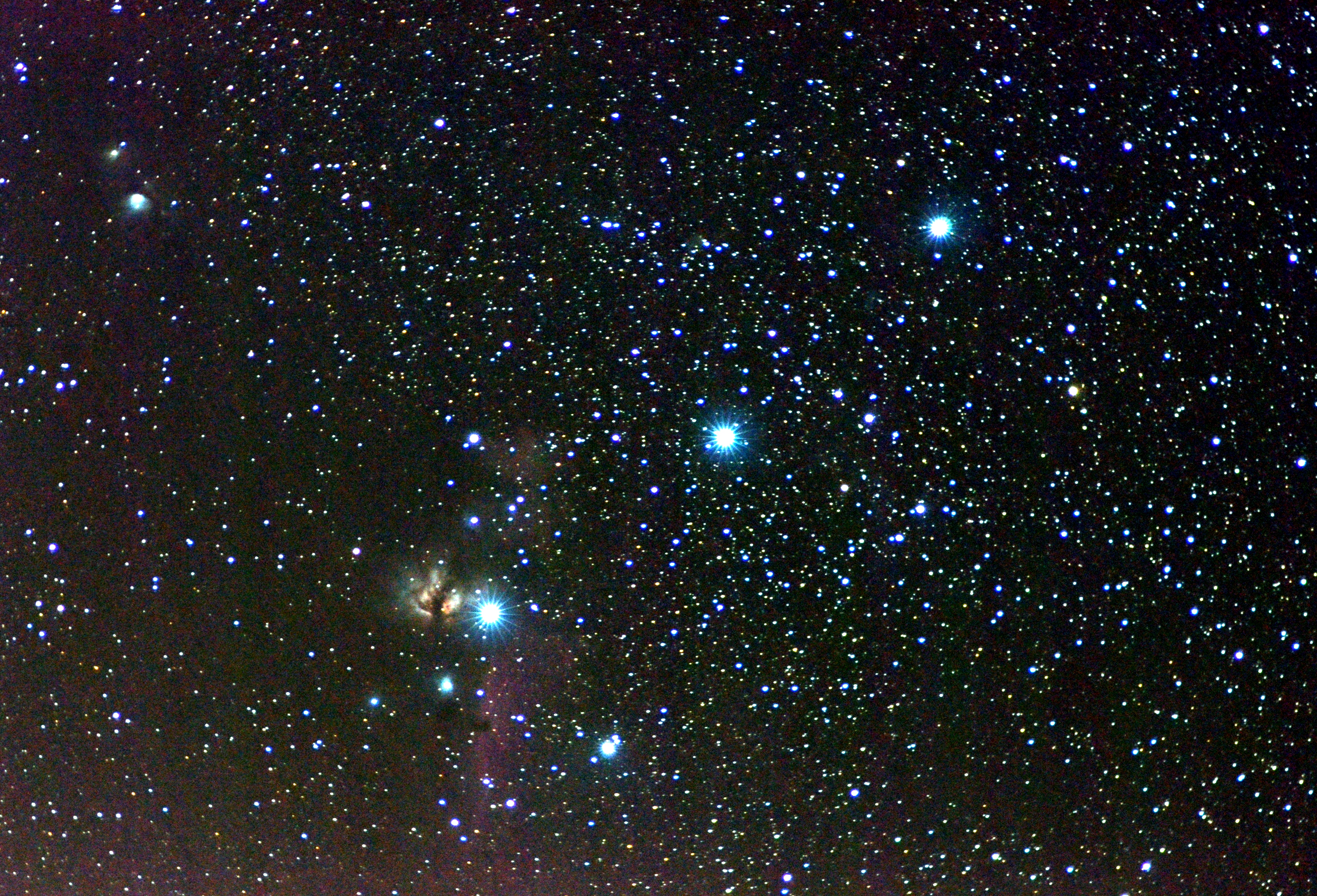
Con sus tres estrellas, el Cinturón de Orión es una de las constelaciones más visibles en el cielo.

- El término tres puede ser tanto sustantivo («el tres de copas») como determinante numeral («tres libros»).
- El ordinal tercero se apocopa delante de un sustantivo masculino  : «el tercer hombre» (pero «la tercera docena»).
- Como adjetivo numeral multiplicativo, la forma triple es la más usual para ambos géneros: «premio triple». Triplo y tripla son poco frecuentes.[12]
- Como numeral partitivo o fraccionario, existe el sustantivo tercio: «un tercio de la población», y el adjetivo tercera'

## Características y significados simbólicos
- En muchas culturas el 3 se representa mediante tres puntos, como en el caso de la numeración maya, o mediante tres trazos (horizontales o verticales). Por ejemplo, en la numeración romana (III) y en la numeración china (
- Se necesitan 3 puntos de apoyo para sostenerse en equilibrio pej.: el trípode.
- Son necesarios y suficientes 3 puntos no alineados para determinar un plano y una circunferencia.
- En la cultura medieval cristiana es un número perfecto. Simboliza el movimiento continuo y la perfección de lo acabado, así como símbolo de la Trinidad particularmente cuando uno de los vértices indica hacia arriba como dirección espiritual, por tanto considerado por creyentes como un número celeste.
- En la numerología y en la francmasonería, el número tres tiene significados específicos.